# (73294) 2002 JU66
(73294) 2002 JU66 – planetoida z pasa głównego asteroid okrążająca Słońce w ciągu 4,25 lat w średniej odległości 2,62 j.a. Odkryta 10 maja 2002 roku.